# Baltenschule Misdroy
Die Baltenschule Misdroy wurde nach dem Ersten Weltkrieg von aus dem Baltikum vertriebenen deutsch-baltischen Intellektuellen im vorpommerschen Misdroy gegründet. Deren Kinder fanden Aufnahme im dort ebenfalls gegründeten Ostseeinternat Dünenschloß. Gründer der Schule war Carl Hunnius.

## Geschichte

### Anfänge
Am 10. Februar 1919 gründete der langjährige Direktor der Landesschule in Mitau, Carl Hunnius (1873–1964), die Baltenschule und später das Ostsee-Internat Dünenschloß in Misdroy auf der pommerschen Insel Wollin.
Seine Absicht war, den vielen Kindern, die mit ihren Eltern aus dem Baltikum, vor allem aus Kurland, mit den zurückweichenden Truppen nach Deutschland gekommen waren, eine Schule deutsch-baltischer Tradition zu bieten. Das Ostseebad Misdroy mit seinen im Winter leerstehenden Ferienhäusern war von vielen Balten, zumindest vorübergehend, als billige Bleibe gewählt worden. Nachdem er mehrere mögliche Standorte für die Schule geprüft hatte, entschied sich Hunnius für Misdroy, zumal die Gemeinde an einem Gymnasium interessiert war, großes Entgegenkommen zeigte, die Gehälter von vier Lehrern übernahm und zwei Freiplätze für begabte Volksschüler stiftete. Denn die Baltenschule wurde auch von einheimischen Kindern besucht.
Der Schulbetrieb begann am 10. Februar 1919 mit 42 baltischen Schülern im Jugendheim Misdroy. Aus einem Hotel wurden Stühle und Gartentische geliehen, ein Rundschreiben des zuständigen Geheimen Regierungs- und Schulrats Bohnstedt an alle Schulen in Pommern erbrachte mehrere gebrauchte Wandkarten. Am 28. Februar 1920 konnte vom Baltenverband das ehemalige Hotel „Deutsches Haus“ als Schulgebäude erworben werden, allerdings mussten zur Kostendeckung mehrere Räume an ein Kino, ein Restaurant und zwei weitere Zimmer als Laden vermietet werden.

### Entwicklung der Schule bis 1932
Im Jahre 1920 zählte die Baltenschule bereits 204 Schüler, davon 166 Balten. 1923 waren es 253, darunter auch einige Mädchen, deren Zahl bis zur Schließung der Schule auf ein Viertel anstieg. Das Schulkollegium bestand aus 18 Lehrern, meist Balten, die zumeist mit Hunnius aus Mitau gekommen waren, und 8 Misdroyer Volksschullehrern.
Mit der Abiturprüfung 1928 in der Baltenschule endete die Zeit der externen Prüfungen.
Schulträger war der Baltische Vertrauensrat, ab 1922 das Baltische Rote Kreuz, dessen wechselnde Generalbevollmächtigte sich mühten, die finanziellen Probleme zu beheben. Das Schulgeld konnte nur gering angesetzt und auch dann nicht von allen Eltern aufgebracht werden. 1932 wurde im Baltischen Roten Kreuz erwogen, die Anstalt zu schließen, doch gelang die finanzielle Sanierung. Für zusätzliche Einnahmen wurde das Internat in den langen Sommerferien an Gäste vermietet.

### Das Ostsee-Internat Dünenschloß zu Misdroy
Von Beginn an war auch ein die Baltenschule ergänzendes Internat geplant. Als Pastor Glass seine Schülerpension im Haus Königshöhe aufgab, gelang es, dessen Räume anzumieten. Schließlich konnte das Baltische Rote Kreuz mit Sitz in Danzig am 3. Juli 1923 das Christliche Hospiz „Dünenschloß“ als Internatsgebäude erwerben.
Schule wie Internat waren durch Schüler, Erzieher, Lehrer und sonstige Mitarbeiter anfangs baltisch dominiert, späterhin noch stark geprägt. Mit der Zeit wuchs der Anteil „reichsdeutscher“ Internatsschüler. Denn die Baltenschule erwarb sich rasch einen guten Ruf, der zum Eintritt zahlreicher Söhne adliger Familien überwiegend aus Pommern, Westpreußen und Ostpreußen führte. Im Deutschen Adelsblatt warb die Baltenschule um diese Klientel. Das Internat war konservativ ausgerichtet, man legte Wert auf Manieren und das äußere Erscheinungsbild. Auch der Sport spielte im Internatsleben eine große Rolle.
Internatsleiter im Dünenschloß waren:
- Reinhold Tantzscher (vom 24. November 1923 bis zum 30. September 1924)
- Helmut Gurland (vom 1. Oktober 1924 bis zum Frühjahr 1934)
- Waldemar Wünsche (vom Frühjahr 1934 bis zum 31. Oktober 1934)
- Pastor Hans Lohmann (vom 1. November 1934 bis zum 31. August 1939)
- Otto Magnus Edler von Rennenkampf (vom September 1939 bis zum Dezember 1944 als Stellvertreter, nachdem Pastor Lohmann zum Wehrdienst einberufen wurde)

### Entwicklung von 1933 bis zum Ende
Nachdem es der Internatsleitung lange Zeit gelungen war, Helmut Gurland als damals sogenannten „Halbjuden“ vor den Angriffen der örtlichen Parteifunktionäre zu schützen, wurde sie 1934 vor die Wahl gestellt, entweder Schule und Internat zu schließen oder sich von ihm zu trennen. Gurland trat freiwillig von seinem Posten zurück und wanderte mit seiner Frau nach Afrika aus. 1949 starb er in einem englischen Internierungslager in Rhodesien.
Dieser erzwungene Abgang führte zu einer Revolte der Internatler, die auf eigene Faust bis zu Hermann Göring, der mit einer Baltin verheiratet war, vorgestoßen waren, um das Verbleiben des beliebten Internatsleiters zu erreichen – vergeblich. Erst als der junge, fünfundzwanzigjährige Pastor Hans Lohmann für die nächsten fünf Jahre (bis zu seiner Einberufung zur Wehrmacht) das Internat leitete, beruhigte sich die Situation, wobei jedoch ein Riss innerhalb der Ehemaligen für lange Zeit bestehen blieb.
Vor den Weihnachtsferien 1944 musste Direktor Carl Hunnius auf Befehl der vorgesetzten Schulbehörde zurücktreten. Das Internat schloss gleichzeitig seine Pforten. Kommissarischer Schulleiter wurde Gert Kroeger (1907–1986). Mitte März 1945 musste angesichts der vorrückenden Roten Armee auch die Schule aufgegeben werden. Dadurch unterblieb die bereits verfügte Verstaatlichung zum 1. April 1945.

### Bedeutung
Die Baltenschule wäre eine Schule unter vielen geblieben, hätte es nicht auch das angegliederte Internat gegeben, für das der Begriff „Misdroy“ vor allem stand. Geprägt wurde es durch seinen charismatischen, langjährigen Leiter Helmut Gurland, der eine ideale Ergänzung zum Direktor war. Ihn gefunden zu haben, bezeichnete Hunnius als eine seiner größten Glücksfälle im Leben. Wie stark Gurlands Einfluss war, spiegelt sich in vielen, von Misdroyern verfassten Erinnerungen wider. In einem Brief des Jahres 1976 formuliert es ein ehemaliger Internatsschüler: „Gurland ist es zu verdanken, daß aus Pension Glass und Königshöhe ein Dünenschloß geworden ist. Ohne ihn hätte auch trotz der überragenden Gestalt von Hunnius Misdroy niemals das Internat das dargestellt, als was es in unserer Erinnerung weiterlebt. Er erzog uns zu Herren im besten Sinne des Wortes.“ Helmut Gurland war der Sohn von Rudolf Hermann Gurland, einem Juden, der als Rabbiner konvertierte und evangelischer Pastor wurde. Obendrein heiratete er in zweiter Ehe eine kurländische Aristokratin. Dieses bemerkenswerte Leben ist in seinem Buch In zwei Welten nachzulesen.
Der langjährige Internatsleiter Pastor Lohmann formulierte es 1977 folgendermaßen: „Es war die Geborgenheit dieses Hauses mit gemeinsamen Neigungen und gemeinsamem Lebensgefühl, aber auch mit gemeinsamen Abneigungen gegen die Zeitströmung. Preußische Schlichtheit traf sich mit baltischer Erziehungsweise, die aus der Vergangenheit lebt, für die Gegenwart offen ist und damit der Zukunft gewachsen ist.“

## Bekannte Schüler
Einer der bekanntesten Schüler des Internats war von 1938 bis 1942 Prinz Claus von Amsberg, der spätere Ehemann der niederländischen Königin Beatrix. Er kam als Junge aus Ostafrika nach Misdroy. Seine Verbundenheit mit Ort und Schule zeigte er, indem er im Jahre 1966 Pastor Lohmann und Schwester Edith von Roth als Ehrengäste zu seiner Hochzeit einlud.
Zu den Schülern der Baltenschule zählten auch:
- Christian Graf von Krockow (1927–2002), Politikwissenschaftler und Historiker
- Bernt von Kügelgen (1914–2002), Journalist
- Bernd Freytag von Loringhoven (1914–2007), Offizier
- Adalbert von der Recke (* 1930), Offizier
- Adolf von Thadden (1921–1996), Politiker (NPD)
- Olaf Baron von Wrangel (1928–2009), Journalist und Politiker (CDU)

## Das Carl-Hunnius-Internat in Wyk
Das Carl-Hunnius-Internat in Wyk, für kurze Zeit verbunden mit einer privaten Oberschule, wurde 1946 unter großen Schwierigkeiten gegründet. Es setzte nicht nur in dieser Hinsicht die Tradition von „Misdroy“ fort.
Bewusst wurde schon im Namen an den Misdroyer Direktor angeknüpft, der 1964 in Wyk starb. Walter von Roth (1889–1969) als Gründer und Träger des Wyker Internates sowie Pastor Lohmann als Leiter setzten die Verbindung zur Baltenschule fort, die als Erinnerung stets erhalten blieb, wenngleich diese naturgemäß, wie auch die baltische Prägung des Wyker Internates, mit der Zeit verblasste.